# Gadirtha elongata
Gadirtha elongata är en fjärilsart som beskrevs av George Francis Hampson 1897. Gadirtha elongata ingår i släktet Gadirtha och familjen trågspinnare. Inga underarter finns listade i Catalogue of Life.